# Église Sainte-Walburge de Liège
Pour les articles homonymes, voir Église Sainte-Walburge.
L'église Sainte-Walburge est un édifice religieux catholique sis dans le quartier Sainte-Walburge sur les hauteurs de la ville de Liège, en Belgique. L’église, construite en 1879, est le deuxième édifice succédant à une ancienne chapelle de maladrerie érigée au XIVe siècle. Elle est le lieu de culte de la paroisse catholique.

## Historique
Il semble qu'un sanctuaire existait déjà au XIIIe siècle. Une chapelle est mentionnée en 1338 dans un courrier d'Adolphe de La Marck.
Au XIVe siècle, une maladrerie destinée aux lépreux est construite grâce à un legs de Guillaume Gillar delle Cange sans doute attenante à la chapelle. La lèpre disparaissant, des habitations commencent à s'élever le long de la route qui mène à Tongres, la population augmente en même temps que la demande d'un lieu de culte plus grand. De plus, le faubourg Sainte-Walburge se situant en dehors de la ceinture fortifiée de Liège, les habitants étaient empêchés de se rendre à l'église Saint-Servais lors des périodes de troubles durant lesquels les portes de la cité étaient fermées. Au XVIe siècle, Ferdinand de Bavière accorde à Pierre Stévart l'autorisation de construire une église et de l'ériger en paroisse.
La chapelle fut détruite et l'église se dressa sur le site du « bonnier des lépreux ». Inaugurée le 7 septembre 1614, cet édifice subit les outrages du temps et fut abattu pour être reconstruit en 1879. C'est ce bâtiment qui est encore visible de nos jours.
Il était jadis entouré du cimetière de Sainte-Walburge qui a été transféré au cours du XIXe siècle.